# Coptomia violacea
Coptomia violacea är en skalbaggsart som beskrevs av Pouillaude 1918. Coptomia violacea ingår i släktet Coptomia och familjen Cetoniidae. Inga underarter finns listade i Catalogue of Life.